# Ragheb Alama
Ragheb Subhi Alama (Beiroet, 7 juni 1962) is een Libanees zanger, componist en televisiepersoonlijkheid. Sinds de jaren tachtig behoort hij tot de bekendste artiesten in de Arabische muziekwereld.

## Biografie
Ragheb Alama werd geboren in Beiroet, Libanon, als zoon van Subhi en Wafiqa Alama. Hij kreeg zijn voornaam van de religieuze leider Ragheb Harb. Alama ontwikkelde al jong een belangstelling voor muziek en bespeelde de oud tijdens zijn schooltijd.
Zijn bekendheid begon met optredens in het Libanese televisieprogramma Studio El Fan in 1980, waar hij eerste prijzen won in de categorie zang. Dit betekende de start van een langdurige carrière in de Arabische muziekindustrie.

## Carrière
In de jaren 80 en 90 bracht Alama meerdere succesvolle albums uit die hem populair maakten in Libanon, de Levant en de Golfregio. Zijn stijl combineert traditionele Arabische muziek met moderne popinvloeden. Bekende nummers zijn onder meer Ya Rait, Albi Asheq-ha, Elli Baana, Nassini El Dunya en Tab Leh.
Naast zijn muzikale werk trad Alama op als jurylid in talentenshows zoals de Arabische versie van The X Factor en Arab Idol, waar hij een breed publiek bereikte.

## Erkenning en impact
Alama heeft gedurende zijn carrière meerdere prijzen ontvangen, waaronder onderscheidingen van festivals in Egypte, Libanon en de Golfstaten. Hij staat bekend als een van de eerste Libanese artiesten die internationale erkenning kreeg binnen de Arabische diaspora.

## Persoonlijk leven
Ragheb Alama is sinds 1996 getrouwd met Jihan Alama. Het echtpaar heeft twee kinderen.

## Discografie (selectie)
- Ya Rait (1986)
- Albi Asheq-ha (1991)
- Tab Leh (2004)
- Bahebbak Wahechtini (2016)
- Diverse singles in de jaren 2020